# Championnats du monde de triathlon en relais mixte 2017
Navigation
Édition précédente Édition suivante
Les championnats du monde de relais mixte 2017 de la Fédération internationale de triathlon se tiennent à Hambourg, en Allemagne le 16 juillet 2017. Cette compétition est la neuvième depuis sa création en 2009. Ce championnat du monde coïncide avec l'organisation de l'épreuve 2017 des séries mondiales de triathlon (WTS).
Pour cette épreuve, chaque pays est autorisé à participer avec une équipe de quatre participants, composée de deux femmes et de deux hommes. Les équipes doivent s'affronter dans l'ordre suivant : (1 femme/1 homme/1 femme/1 homme). Chaque triathlète doit concourir sur une nage de 300 mètres, une course à vélo de 6 km, une course à pied de 2 km et passer le relais à son compatriote.

## Palmarès
L'Australie gagne pour la première fois le championnat du monde de triathlon en relais mixte et devient le sixième pays titré dans cette compétition, le plus grand pays d'Océanie fait également son troisième podium sur les trois dernières années. L'équipe des États-Unis termine deuxième devant les Pays-Bas qui monte pour la première fois sur le podium depuis la création de l'épreuve.
| Rang               | Équipe | Temps           |
| ------------------ | --- | --------------- |
| Médaille d'or      | Australie | 1 h 22 min 38 s |
| Médaille d'or      | - Charlotte McShane : 21 min 14 s - Matthew Hauser : 19 min 47 s - Ashleigh Gentle : 21 min 51 s - Jacob Birtwhistle : 19 min 48 s | 1 h 22 min 38 s |
| Médaille d'argent  | USA | 1 h 22 min 42 s |
| Médaille d'argent  | - Kirsten Kasper : 21 min 14 s - Ben Kanute : 19 min 38 s - Katie Zaferes : 21 min 24 s - Matthew McElroy : 20 min 28 s            | 1 h 22 min 42 s |
| Médaille de bronze | Pays-Bas | 1 h 22 min 47 s |
| Médaille de bronze | - Maaike Caelers : 21 min 23 s - Marco Van Der Stel : 19 min 49 s - Rachel Klamer : 21 min 21 s - Jorik Van Egdom : 20 min 17 s    | 1 h 22 min 47 s |
| 4                  | Royaume-Uni | 1 h 22 min 52 s |
| 5                  | Canada | 1 h 23 min 04 s |
| 6                  | France | 1 h 23 min 49 s |
| 7                  | Afrique du Sud | 1 h 24 min 05 s |
| 8                  | Suisse | 1 h 24 min 08 s |
| 9                  | Nouvelle-Zélande | 1 h 24 min 11 s |
| 10                 | Allemagne | 1 h 24 min 26 s |
| 11                 | Japon | 1 h 24 min 41 s |
| 11                 | Espagne | 1 h 25 min 02 s |
| 12                 | Russie | 1 h 25 min 03 s |
| 13                 | Hongrie | 1 h 25 min 15 s |
| 14                 | Italie | 1 h 25 min 24 s |
| 15                 | Danemark | 1 h 25 min 32 s |
| 16                 | Belgique | 1 h 25 min 50 s |
| 16                 | Brésil | 1 h 27 min 29 s |
| 17                 | Autriche | LAP             |
| 18                 | Mexique | LAP             |